# ثيودور داهل
ثيودور داهل (بالنرويجية: Theodor Dahl)‏ (و. 1886 – 1946 م) هو كاتب، وصحفي نرويجي، توفي عن عمر يناهز 60 عاماً.